# Escut i bandera de Villargordo del Cabriel
L'escut i la bandera de Villargordo del Cabriel són els símbols representatius de Villargordo del Cabriel, municipi del País Valencià, a la comarca de la Plana d'Utiel-Requena.

## Escut heràldic
L'escut oficial de Villargordo del Cabriel té el següent blasonament:
| « | Escut ibèric truncat. Al primer quarter, en camper de gules, un ca passant de sable amb una fogassa de pa, d'or, a la boca. Al segon quarter, en camper d'argent, una olivera de sinople fruitada de sable. Al timbre, una corona reial oberta. | » |

## Bandera
La bandera oficial de Villargordo del Cabriel té la següent descripció:
| « | Bandera de proporció 2:3. Per meitat vertical, a la primera meitat, de gules, un ca passant de sable amb una fogassa de pa, d'or, a la boca; a la segona meitat, d'argent, una olivera de sinople fruitada de sable. | » |

## Història
L'escut s'aprovà per Resolució d'1 de desembre de 1993, del conseller d'Administració Pública, publicada en el DOGV núm. 2.179, de 5 de gener de 1994.
La bandera s'aprovà per Resolució d'1 de desembre de 1993, del conseller d'Administració Pública, publicada en el DOGV núm. 2.265, de 12 de gener de 1994.
El gos amb el pa a la boca és l'atribut de sant Roc, patró de la vila. L'olivera al·ludeix a un dels conreus més representatius del terme municipal.